# Émile Maggi

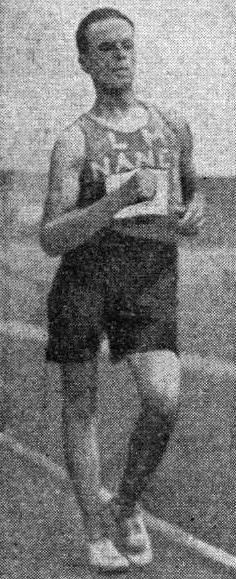
Émile Maggi, 1941

Émile Maggi (* 12. März 1908 in Tucquegnieux; † 19. April 1986 in Le Raincy) war ein französischer Geher.
Im 10.000-Meter-Gehen gewann er bei den Europameisterschaften 1946 in Oslo Bronze und wurde bei den Olympischen Spielen 1948 in London Sechster. Bei den Europameisterschaften 1950 in Brüssel holte er Silber, und bei den Olympischen Spielen 1952 und Helsinki wurde er Siebter.